# San Andrés Solaga
San Andrés Solaga là một đô thị thuộc bang Oaxaca, México. Năm 2005, dân số của đô thị này là 1699 người.